# Mossyrock
Mossyrock é uma cidade localizada no estado norte-americano de Washington, no Condado de Lewis.

## Demografia
Segundo o censo norte-americano de 2000, a sua população era de 486 habitantes.
Em 2006, foi estimada uma população de 509, um aumento de 23 (4.7%).

## Geografia
De acordo com o United States Census Bureau tem uma área de
1,1 km², dos quais 1,1 km² cobertos por terra e 0,0 km² cobertos por água. Mossyrock localiza-se a aproximadamente 211 m acima do nível do mar.

## Localidades na vizinhança
O diagrama seguinte representa as localidades num raio de 36 km ao redor de Mossyrock.